# Ossi Mildh
Sven Osvald (Ossi) Mildh, född 12 maj 1930 i Helsingfors, död där 16 september 2015, var en finländsk idrottsman. 
Mildh från IFK Helsingfors var en av 1950-talets stora fighters på idrottsarenorna, han deltog i Helsingforsolympiaden 1952 (400 meter och 4 x 400 meter) och i Melbourne 1956 (400 meter häck och 4 x 400 meter). År 1954 erövrade han EM-brons på 400 meter häck och 4 x 400 meter samt under årens lopp sex individuella finländska mästerskap och fyra i stafett; deltog i 25 landskamper och noterades för 11 segrar (Sverige-Finland-landskampen). 
Mildhs personbästa var 14,7 sekunder på 110 meter häck, 51,5 sekunder på 400 meter häck och 48,6 sekunder på 400 meter. Han var även landslagsman i ishockey och finländsk mästare i handboll 1951 (IFK). Han var till yrket avdelningschef och häcktränare för friidrottsförbundet 1960–1968. Han tilldelades Sport-Pressens guldmedalj 1954.